# St. Andreas (Landstuhl)
St. Andreas ist eine römisch-katholische Kirche in Landstuhl. Sie steht unter Denkmalschutz.

## Lage
Die Kirche befindet sich in der städtischen Kirchenstraße und trägt die Hausnummer 51.

## Bauwerk
Bei der Kirche handelt es sich um einen Saalbau mit mittelalterlichem Turm. Galerie und Helm entstanden 1869. Zudem besitzt sie eine im Jahr 1978 von Paul Zimnol errichtete Orgel.

## Geschichte
Die Andreaskirche wurde in den Jahren 1752 und 1753 errichtet; dabei wurde der Wartturm der Stadtbefestigung als Kirchturm in das Gebäude integriert. An ihrer Stelle hatte sich zuvor die baufällig gewordene Marienkapelle befunden. Die in die Jahre gekommene  bisherige Andreaskirche, die sich außerhalb der damaligen Bebauung befand, wurde daraufhin zurückgebaut und zur Kapelle umgewidmet. Bis Ende 2015 fungierte sie als Pfarrkirche. Seit 2016 bildet sie eine Filiale der ebenfalls in Landstuhl ansässigen ansässigen Pfarrei Hl. Namen Jesu.